# Сук, Цирил
Ци́рил Сук (чеш. Cyril Suk; род. 29 января 1967 года, Прага) — чешский профессиональный теннисист. Специалист по игре в парах, пятикратный победитель турниров Большого шлема в мужском парном и смешанном парном разрядах; победитель 32 турниров ATP в парном разряде.

## Личная жизнь
Цирил Сук (Цирил Третий) — сын председателя Федерации тенниса Чехословакии Цирила Сука и финалистки Уимблдона 1962 года Веры Суковой. Его старшая сестра Гелена была одним из лидеров женского парного тенниса во второй половине 1980-х и начале 1990-х годов.
Цирил Сук женат с 1991 года, у него двое детей: сын, тоже Цирил, и дочь Натали-Миа. Цирил Сук проживает во Флориде.

## Спортивная карьера

### Начало карьеры
В 1985 году Цирил Сук вместе с другим представителем ЧССР, Петром Кордой, стал чемпионом мира среди юниоров в парном разряде по версии Международной федерации тенниса (ITF). На следующий год в Будапеште в паре со Станиславом Бирнером он выиграл свой первый профессиональный турнир серии «челленджер». В 1987 году в Кицбюэле (Австрия) он (с Кордой) впервые дошёл до полуфинала турнира Гран-при. В мае 1988 года после нескольких побед в «челленджерах» он впервые вошёл в число ста лучших теннисистов мира в парном разряде согласно рейтингу Ассоциации теннисистов-профессионалов (АТР). В июле 1989 года в Штутгарте он вышел в свой первый финал турнира Гран-при в парном разряде, а месяц спустя в Сен-Венсане (Италия) завоевал первый титул на этом уровне.

### 1991—1994
Весной 1991 года Сук дважды выходил в финал турниров АТР-тура, а затем на Открытом чемпионате Франции с Томом Нейссеном дошёл до четвертьфинала, победив по пути две посеянных пары. В смешанном парном разряде со старшей сестрой Геленой он завоевал в Париже свой первый титул на турнирах Большого шлема. Во второй половине года он выиграл три турнира АТР, из них два с Нейссеном, и дошёл с ним до финала турнира высшей категории в Стокгольме; они завоевали право на участие в чемпионате мира АТР итоговом турнире года, но не сумели выйти из отборочной группы, проиграв все три матча. Несмотря на эту неудачу, Сук закончил год в числе 20 сильнейших теннисистов мира в парном разряде.
1992 год сложился для Сука по схожему сценарию. Как и в 1991 году, он дошёл до четвертьфинала турнира Большого шлема (Открытого чемпионата Австралии) в мужском парном разряде и четырежды играл в финалах турниров АТР, выиграв два из них, а в миксте завоевал свой второй титул, на этот раз на Уимблдоне с Ларисой Савченко-Нейланд. Как и в прошлом году, они с Нейссеном участвовали в чемпионате мира АТР в конце сезона и опять проиграли все матчи в группе. В этом году его впервые пригласили в сборную Чехо-Словакии, с которой он сначала дошёл до четвертьфинала Кубка Дэвиса, выиграв в паре с Кордой оба своих матча, в том числе и в четвертьфинале у Рика Лича и Джона Макинроя, а потом до финала командного Кубка мира в Дюссельдорфе.
1993 год Сук в основном провёл в паре с Нейссеном, но в ряде турниров объединял усилия с Кордой или ещё одним чехом, Даниэлем Вацеком. В итоге с каждым из трёх партнёров он выиграл по одному турниру, а с Нейссеном ещё дважды доходил до финала, в том числе на турнире высшей категории в Париже, где они обыграли по пути сильнейшую пару мира, Патрика Гэлбрайта и Гранта Коннелла. Нейссен и Сук в третий раз подряд вышли в чемпионат мира АТР и в третий раз подряд покинули его, проиграв все три матча в группе. После финала в Париже Сук поднялся до восьмого места в рейтинге, а закончил сезон девятым.
В апреле 1994 года Сук достиг высшей в карьере седьмой позиции в рейтинге. За этот год они с Нейссеном трижды доходили до четвертьфинала на турнирах Большого шлема (в Мельбурне, Лондоне и Нью-Йорке), но в остальном сезон оказался для Сука проходным. Они выиграли с Нейссеном два турнира АТР в самом начале сезона, а в конце его в четвёртый раз подряд выбыли из борьбы в чемпионате мира АТР после трёх поражений на групповом этапе. После этого Сук сменил партнёра, и место в паре с ним занял Даниэль Вацек.

### 1995—1998
В 1995 году Вацек и Сук выиграли четыре турнира, в том числе и первый в карьере Сука турнир высшей категории АТР — Открытый чемпионат Италии. Они также дошли до финала турнира высшей категории в Эссене, победив в полуфинале первую пару мира, Тодда Вудбриджа и Марка Вудфорда, а закончили сезон в полуфинале чемпионата мира АТР, куда попали, выиграв два из трёх матчей в группе. Значительных успехов Сук добился и в миксте, где выступал в американкой Джиджи Фернандес. За сезон они дошли до финала в трёх из четырёх турниров Большого шлема, в том числе на Открытом чемпионате Австралии и Открытом чемпионате США, в финалах которых Сук до этого не бывал. Сук закончил год на восьмом месте в рейтинге.
В 1996 и 1997 годах главных успехов Сук добивался в смешанном парном разряде, дважды выиграв с сестрой Уимблдонский турнир. В обоих сезонах он выступал с разными партнёрами и по четыре раза выходил в финал турниров АТР, но одержал только по одной победе. Наиболее значительными были его успехи в паре с австралийцем Сэндоном Столлом, с которым он играл в пяти финалах, а на Кубке Кремля 1997 года в паре с Мартином Даммом Суку на пути к победе удалось обыграть две из сильнейших пар мира, Лич и Старк и Хархёйс и Элтинг.
1998 год принёс Суку единственный в карьере титул Большого шлема в мужском парном разряде. Они со Столлом были посеяны пятнадцатыми на Открытом чемпионате США и, начиная с третьего круга, последовательно обыграли четыре пары, посеянных выше них, в том числе и вторую пару мира Вудфорд и Вудбридж. По итогам сезона Сук в шестой раз попал на чемпионат мира АТР, но снова выбыл на групповом этапе, хотя они со Столлом и сумели выиграть один матч в группе. Достижения Сука в 1998 году включают также выход со сборной Чехии в финал командного Кубка мира, где их обыграли немцы, и финал Открытого чемпионата Австралии в смешанном парном разряде, где они с Геленой уступили Винус Уильямс и Джастину Гимелстобу.

### Последние годы карьеры
В 1999 году основным, хотя и не единственным, партнёром Сука был американец Дональд Джонсон, с которым они победили в Гштаде. 2000 и 2001 годы прошли в поисках партнёров; ни с кем Сук не добивался таких успехов, как с Нейссеном, Вацеком или Столлом. Наконец, с апреля 2002 года его постоянным партнёром стал Мартин Дамм, с которым они побеждали и раньше. С Даммом Сук второй раз выиграл Открытый чемпионат Италии и ещё два турнира менее высокого ранга, в Делрей-Бич и Хертогенбосе, дошёл до полуфинала ещё одного турнира высшей категории в Цинциннати, а на Открытом чемпионате Франции и на Уимблдоне они вышли в четвертьфинал. По ходу сезона они дважды взяли верх над Даниэлем Нестором и Марком Ноулзом, сильнейшей парой в мире. По итогам сезона Сук вернулся в двадцатку сильнейших, а их пара заняла седьмое место в списке лучших пар мира.
В 2003 году Дамм и Сук снова выиграли три турнира, начиная с турнира в Дохе. Ещё дважды они выходили в финал, а на Уимблдоне и Открытом чемпионате США дошли до четвертьфинала. По ходу сезона им опять дважды удалось обыграть Нестора и Ноулза. С Даммом Сук также провёл после семилетнего перерыва матч за сборную Чехии, но чешская пара проиграла Евгению Кафельникову и Михаилу Южному. С этого года он также выполнял обязанности капитана команды (в 2006 году он покинул этот пост из-за конфликта с руководством чешской федерации вокруг участия в сборной Радека Штепанека). В конце года Дамм и Сук приняли участие в возобновлённом турнире пар в рамках Кубка Мастерс, как теперь назывался итоговый турнир АТР, но проиграли все встречи на групповом этапе. В феврале и марте Сук занимал в рейтинге одиннадцатую строчку, но закончил сезон на 16-м месте.
В 2004 году Дамм и Сук в третий раз подряд выиграли три турнира за год и ещё раз дошли до финала. В конце сезона они приняли участие уже в восьмом для Сука Кубке Мастерс, но в очередной раз проиграли все матчи на групповом этапе. После этого поражения они расстались. В 2005 году Сук выступал в паре с ещё одним чехом, Павелом Визнером, дважды играл с ним в финалах, один из которых, в Хертогенбосе, выиграл (это был уже его пятый титул в Хертогенбосе и четвёртый подряд), а на Открытом чемпионате США дошёл до четвертьфинала. Тем не менее, этого было мало, чтобы сохранить место в первой двадцатке, и Сук закончил год на 26-м месте в рейтинге.
2006 год Сук снова провёл с разными партнёрами, лучшие результаты показывая с Оливером Марахом из Австрии, с которым он дважды, в Пёрчахе-ам-Вёртерзе и Кицбюэле, дошёл до финала. В итоге он закончил девятнадцатый подряд сезон в числе ста лучших теннисистов мира в парном разряде. Это был его последний полный профессиональный сезон. В 2007 году сорокалетний Сук участвовал всего в четырёх турнирах (из них три турнира Большого шлема) и после Открытого чемпионата США распрощался с профессиональным теннисом.

## Рейтинг на конец года
| Год  | Одиночный рейтинг | Парный рейтинг |
| 2006 |                   | 37             |
| 2005 |                   | 26             |
| 2004 |                   | 16             |
| 2003 |                   | 16             |
| 2002 |                   | 14             |
| 2001 |                   | 35             |
| 2000 |                   | 58             |
| 1999 |                   | 41             |
| 1998 |                   | 11             |
| 1997 | 1 366             | 23             |
| 1996 |                   | 32             |
| 1995 |                   | 8              |
| 1994 | 651               | 24             |
| 1993 |                   | 9              |
| 1992 | 727               | 17             |
| 1991 | 545               | 18             |
| 1990 | 288               | 75             |
| 1989 | 231               | 88             |
| 1988 | 184               | 88             |
| 1987 | 866               | 108            |
| 1986 | 766               | 153            |

## Выступления на турнирах

### Финалы турниров Большого шлема в парном разряде (1)

#### Победа (1)
| №  | Год  | Турнир                 | Покрытие | Партнёр      | Соперники в финале        | Счёт        |
| 1. | 1998 | Открытый чемпионат США | Хард     | Сэндон Столл | Даниэль Нестор Марк Ноулз | 4-6 7-6 6-2 |

### Финалы турнировATPв парном разряде (59)

#### Победы (32)
| Легенда                                  |
| ---------------------------------------- |
| Большой шлем (0+1*)                      |
| Чемпионат мира АТР / Кубок Мастерс (0)   |
| ATP Super 9 / АТР Мастерс (0+2)          |
| ATP Championship Series / АТР Gold (0+7) |
| ATP World / ATP International (0+21)     |
| Гран-при (0+1)                           |

| Титулы по покрытиям | Титулы по месту проведения матчей турнира |
| ------------------- | ----------------------------------------- |
| Хард (0+12*)        | Зал (0+9)                                 |
| Грунт (0+9)         | Зал (0+9)                                 |
| Трава (0+6)         | Открытый воздух (0+23)                    |
| Ковёр (0+5)         | Открытый воздух (0+23)                    |

* количество побед в одиночном разряде + количество побед в парном разряде.
| №   | Дата             | Турнир                      | Покрытие | Партнёр         | Соперники в финале                  | Счёт              |
| 1.  | 20 августа 1989  | Сен-Венсан, Италия          | Грунт    | Йозеф Чигак     | Алессандро де Миничис Массимо Черро | 6-4 6-2           |
| 2.  | 11 августа 1991  | Прага, ЧСФР                 | Грунт    | Войтех Флегл    | Даниэль Вацек Либор Пимек           | 6-4 6-2           |
| 3.  | 6 октября 1991   | Тулуза, Франция             | Хард(i)  | Том Нейссен     | Джереми Бейтс Кевин Каррен          | 4-6 6-3 7-6       |
| 4.  | 20 октября 1991  | Лион, Франция               | Ковёр(i) | Том Нейссен     | Стив Девриз Дэвид Макферсон         | 7-6 6-3           |
| 5.  | 23 февраля 1992  | Штутгарт, Германия          | Ковёр(i) | Том Нейссен     | Джон Фицджеральд Андерс Яррид       | 6-3 6-7 6-3       |
| 6.  | 4 октября 1992   | Базель, Швейцария           | Хард(i)  | Том Нейссен     | Карел Новачек Давид Рикл            | 6-3 6-4           |
| 7.  | 20 июня 1993     | Халле, Германия             | Трава    | Петр Корда      | Майк Бауэр Марк-Кевин Гёлльнер      | 7-6 5-7 6-3       |
| 8.  | 25 июля 1993     | Штутгарт, Германия          | Грунт    | Том Нейссен     | Гэри Мюллер Пит Норвал              | 7-6 6-3           |
| 9.  | 22 августа 1993  | Нью-Хейвен, США             | Хард     | Даниэль Вацек   | Стив Девриз Дэвид Макферсон         | 6-3 7-6           |
| 10. | 9 января 1994    | Оаху, США                   | Хард     | Том Нейссен     | Алекс О'Брайен Джонатан Старк       | 6-4 6-4           |
| 11. | 13 февраля 1994  | Милан, Италия               | Ковёр(i) | Том Нейссен     | Хендрик-Ян Давидс Пит Норвал        | 4-6 7-6 7-6       |
| 12. | 23 апреля 1995   | Ницца, Франция              | Грунт    | Даниэль Вацек   | Люк Дженсен Дэвид Уитон             | 3-6 7-6 7-6       |
| 13. | 21 мая 1995      | Рим, Италия                 | Грунт    | Даниэль Вацек   | Ян Апелль Йонас Бьоркман            | 6-3 6-4           |
| 14. | 27 августа 1995  | Лонг-Айленд, США            | Хард     | Даниэль Вацек   | Рик Лич Скотт Мелвилл               | 5-7 7-6 7-6       |
| 15. | 1 октября 1995   | Базель, Швейцария (2)       | Хард(i)  | Даниэль Вацек   | Марк Кил Петер Нюборг               | 3-6 6-3 6-3       |
| 16. | 20 октября 1996  | Острава, Чехия              | Ковёр(i) | Сэндон Столл    | Ян Крошлак Кароль Кучера            | 7-6 6-3           |
| 17. | 9 ноября 1997    | Москва, Россия              | Ковёр(i) | Мартин Дамм     | Дэвид Адамс Фабрис Санторо          | 6-4 6-3           |
| 18. | 8 марта 1998     | Скоттсдейл, США             | Хард     | Майкл Теббатт   | Кент Киннэр Дэвид Уитон             | 4-6 6-1 7-6       |
| 19. | 13 сентября 1998 | Открытый чемпионат США      | Хард     | Сэндон Столл    | Даниэль Нестор Марк Ноулз           | 4-6 7-6 6-2       |
| 20. | 11 июля 1999     | Гштад, Швейцария            | Грунт    | Дональд Джонсон | Александар Китинов Эрик Тайно       | 7-5 7-6(4)        |
| 21. | 25 июня 2000     | Хертогенбос, Нидерланды     | Трава    | Мартин Дамм     | Сэндон Столл Паул Хархёйс           | 6-4 6-7(5) 7-6(5) |
| 22. | 30 июля 2000     | Кицбюэль, Австрия           | Грунт    | Пабло Альбано   | Джошуа Игл Эндрю Флорент            | 6-3 3-6 6-3       |
| 23. | 10 марта 2002    | Делрей-Бич, США             | Хард     | Мартин Дамм     | Дэвид Адамс Бен Эллвуд              | 6-4 6-7(5) [10-5] |
| 24. | 12 мая 2002      | Рим, Италия (2)             | Грунт    | Мартин Дамм     | Уэйн Блэк Кевин Ульетт              | 7-5 7-5           |
| 25. | 23 июня 2002     | Хертогенбос, Нидерланды (2) | Трава    | Мартин Дамм     | Брайан Макфи Паул Хархёйс           | 7-6(6) 6-7(6) 6-4 |
| 26. | 5 января 2003    | Доха, Катар                 | Хард     | Мартин Дамм     | Даниэль Нестор Марк Ноулз           | 3-6 6-1 7-6(4)    |
| 27. | 22 июня 2003     | Хертогенбос, Нидерланды (3) | Трава    | Мартин Дамм     | Дональд Джонсон Леандер Паес        | 7-5 7-6(4)        |
| 28. | 27 июля 2003     | Кицбюэль, Австрия (2)       | Грунт    | Мартин Дамм     | Юрген Мельцер Александр Пейя        | 6-4 6-4           |
| 29. | 11 января 2004   | Доха, Катар (2)             | Хард     | Мартин Дамм     | Штефан Коубек Энди Роддик           | 6-2 6-4           |
| 30. | 20 июня 2004     | Хертогенбос, Нидерланды (4) | Трава    | Мартин Дамм     | Ларс Бургсмюллер Ян Вацек           | 6-3 6-7(7) 6-3    |
| 31. | 17 октября 2004  | Вена, Австрия               | Хард(i)  | Мартин Дамм     | Мартин Родригес Гастон Этлис        | 6-7(4) 6-4 7-6(4) |
| 32. | 19 июня 2005     | Хертогенбос, Нидерланды (5) | Трава    | Павел Визнер    | Леош Фридль Томаш Цибулец           | 6-3 6-4           |

#### Поражения (27)
| №   | Дата             | Турнир                       | Покрытие | Партнёр           | Соперники в финале                | Счёт           |
| 1.  | 30 июля 1989     | Штутгарт, ФРГ                | Грунт    | Флорин Сегарчану  | Петр Корда Томаш Шмид             | 3-6 4-6        |
| 2.  | 10 февраля 1991  | Милан, Италия                | Ковёр(i) | Том Нейссен       | Горан Иванишевич Омар Кампорезе   | 4-6 6-7        |
| 3.  | 7 апреля 1991    | Оэйраш, Португалия           | Грунт    | Том Нейссен       | Марк Куверманс Паул Хархёйс       | 3-6 3-6        |
| 4.  | 27 октября 1991  | Стокгольм, Швеция            | Ковёр(i) | Том Нейссен       | Джон Фицджеральд Андерс Яррид     | 5-7 2-6        |
| 5.  | 13 июля 1992     | Гштад, Швейцария             | Грунт    | Петр Корда        | Хендрик-Ян Давидс Либор Пимек     | Без игры       |
| 6.  | 18 октября 1992  | Больцано, Италия             | Ковёр(i) | Том Нейссен       | Бент-Уве Педерсен Андерс Яррид    | 1-6 7-6 3-6    |
| 7.  | 14 февраля 1993  | Милан, Италия (2)            | Ковёр(i) | Том Нейссен       | Марк Кратцман Уолли Мазур         | 6-4 3-6 4-6    |
| 8.  | 7 ноября 1993    | Париж, Франция               | Ковёр(i) | Том Нейссен       | Байрон Блэк Джонатан Старк        | 6-4 5-7 2-6    |
| 9.  | 26 февраля 1995  | Штутгарт, Германия           | Ковёр(i) | Даниэль Вацек     | Патрик Гэлбрайт Грант Коннелл     | 2-6 2-6        |
| 10. | 23 июля 1995     | Вашингтон, США               | Хард     | Петр Корда        | Оливье Делатр Джефф Таранго       | 6-4 3-6 2-6    |
| 11. | 17 сентября 1995 | Бухарест, Румыния            | Грунт    | Даниэль Вацек     | Марк Кейл Джефф Таранго           | 4-6 6-7        |
| 12. | 29 октября 1995  | Эссен, Германия (2)          | Ковёр(i) | Даниэль Вацек     | Паул Хархёйс Якко Элтинг          | 5-7 4-6        |
| 13. | 10 марта 1996    | Роттердам, Нидерланды        | Ковёр(i) | Хендрик Ян Давидс | Давид Адамс Мариус Барнард        | 3-6 7-5 6-7    |
| 14. | 11 августа 1996  | Цинциннати, США              | Хард     | Сэндон Столл      | Даниэль Нестор Марк Ноулз         | 6-3 3-6 4-6    |
| 15. | 18 августа 1996  | Индианаполис, США            | Хард     | Петр Корда        | Джим Грабб Ричи Ренеберг          | 6-7 6-4 4-6    |
| 16. | 16 февраля 1997  | Дубай, ОАЭ                   | Хард     | Сэндон Столл      | Сандер Грун Горан Иванишевич      | 6-7 3-6        |
| 17. | 23 февраля 1997  | Антверпен, Бельгия           | Хард(i)  | Сэндон Столл      | Дэвид Адамс Оливье Делатр         | 6-3 2-6 1-6    |
| 18. | 15 июня 1997     | Лондон, Великобритания       | Трава    | Сэндон Столл      | Патрик Рафтер Марк Филиппуссис    | 2-6 6-4 5-7    |
| 19. | 12 июля 1998     | Гштад, Швейцария (2)         | Грунт    | Даниэль Орсанич   | Густаво Куэртен Фернандо Мелигени | 4-6 5-7        |
| 20. | 24 июня 2001     | Хертогенбос, Нидерланды      | Трава    | Мартин Дамм       | Шенг Схалкен Паул Хархёйс         | 4-6 4-6        |
| 21. | 13 января 2002   | Окленд, Новая Зеландия       | Хард     | Мартин Гарсия     | Йонас Бьоркман Тодд Вудбридж      | 6-7(5) 6-7(7)  |
| 22. | 15 июня 2003     | Халле, Германия              | Трава    | Мартин Дамм       | Йонас Бьоркман Тодд Вудбридж      | 3-6 4-6        |
| 23. | 24 августа 2003  | Лонг-Айленд, США             | Хард     | Мартин Дамм       | Робби Кёниг Мартин Родригес       | 3-6 6-7(4)     |
| 24. | 29 февраля 2004  | Марсель, Франция             | Хард(i)  | Мартин Дамм       | Даниэль Нестор Марк Ноулз         | 5-7 3-6        |
| 25. | 20 февраля 2005  | Роттердам, Нидерланды (2)    | Хард(i)  | Павел Визнер      | Энди Рам Йонатан Эрлих            | 4-6 6-4 3-6    |
| 26. | 27 мая 2006      | Пёрчах-ам-Вёртер-Зе, Австрия | Грунт    | Оливер Марах      | Пол Хенли Джим Томас              | 3-6 6-4 [5-10] |
| 27. | 30 июля 2006     | Кицбюэль, Австрия            | Грунт    | Оливер Марах      | Филипп Кольшрайбер Штефан Коубек  | 2-6 3-6        |

### Финалы турниров Большого шлема в смешанном парном разряде (8)

#### Победы (4)
| №  | Год  | Турнир                     | Покрытие | Партнёр                 | Соперники в финале                        | Счёт        |
| 1. | 1991 | Открытый чемпионат Франции | Грунт    | Хелена Сукова           | Каролин Вис Паул Хархёйс                  | 3-6 6-4 6-1 |
| 2. | 1992 | Уимблдонский турнир        | Трава    | Лариса Савченко-Нейланд | Мириам Ореманс Якко Элтинг                | 7-6(2) 6-2  |
| 3. | 1996 | Уимблдонский турнир (2)    | Трава    | Хелена Сукова           | Лариса Савченко-Нейланд Марк Вудфорд      | 1-6 6-3 6-2 |
| 4. | 1997 | Уимблдонский турнир (3)    | Трава    | Хелена Сукова           | Лариса Савченко-Нейланд Андрей Ольховский | 4-6 6-3 6-4 |

#### Поражения (4)
| №  | Год  | Турнир                           | Покрытие | Партнёр          | Соперники в финале                 | Счёт              |
| 1. | 1995 | Открытый чемпионат Австралии     | Хард     | Джиджи Фернандес | Наталья Зверева Рик Лич            | 6-7(4) 7-6(3) 4-6 |
| 2. | 1995 | Уимблдонский турнир              | Трава    | Джиджи Фернандес | Мартина Навратилова Джонатан Старк | 4-6 4-6           |
| 3. | 1995 | Открытый чемпионат США           | Хард     | Джиджи Фернандес | Мередит Макграт Мэтт Люсена        | 4-6 4-6           |
| 4. | 1998 | Открытый чемпионат Австралии (2) | Хард     | Хелена Сукова    | Винус Уильямс Джастин Гимелстоб    | 2-6 1-6           |

### Финалы командных турниров (2)

#### Поражение (2)
| №  | Год  | Турнир               | Команда                                        | Соперник в финале                                    | Счёт в финале |
| -- | ---- | -------------------- | ---------------------------------------------- | ---------------------------------------------------- | ------------- |
| 1. | 1992 | Командный Кубок мира | ЧССР П. Корда, К. Новачек, Ц. Сук              | Испания · С. Бругера, С. Касаль, Э. Санчес           | 0-2           |
| 2. | 1998 | Командный Кубок мира | Чехия · Д. Вацек, С. Доседел, П. Корда, Ц. Сук | Германия · Б. Беккер, Н. Кифер, Д. Приносил, Т. Хаас | 0-3           |

## История выступлений на турнирах
| Турнир                                                   | 1987               | 1988               | 1989               | 1990 | 1991 | 1992 | 1993 | 1994 | 1995 | 1996 | 1997 | 1998 | 1999 | 2000 | 2001 | 2002 | 2003 | 2004 | 2005 | 2006 | 2007 | Итого  | В / П за карьеру |
| -------------------------------------------------------- | ------------------ | ------------------ | ------------------ | ---- | ---- | ---- | ---- | ---- | ---- | ---- | ---- | ---- | ---- | ---- | ---- | ---- | ---- | ---- | ---- | ---- | ---- | ------ | ---------------- |
| Открытый чемпионат Австралии                             | НУ                 | НУ                 | 1К                 | 2К   | 2К   | 1/4  | 2К   | 1/4  | 2К   | 3К   | 2К   | 3К   | 1К   | НУ   | 1К   | 1К   | 3К   | 2К   | 2К   | 3К   | НУ   | 0 / 17 | 21–17            |
| Открытый чемпионат Франции                               | 2К                 | 2К                 | 2К                 | 2К   | 1/4  | 2К   | 2К   | 3К   | 2К   | 2К   | 1К   | 1К   | 1К   | 1К   | 1/4  | 1/4  | 2К   | 1К   | 2К   | 2К   | 1К   | 0 / 21 | 21–21            |
| Уимблдонский турнир                                      | 1К                 | НУ                 | 2К                 | 1К   | 3К   | 1К   | 2К   | 1/4  | 1К   | 2К   | 3К   | 3К   | 1К   | 3К   | 2К   | 1/4  | 1/4  | 3К   | 3К   | 3К   | 1К   | 0 / 20 | 27–20            |
| Открытый чемпионат США                                   | НУ                 | НУ                 | НУ                 | 1К   | 1К   | 3К   | 3К   | 1/4  | 2К   | 1К   | 1/4  | П    | 3К   | 1К   | 2К   | 1К   | 1/4  | 3К   | 1/4  | 1К   | 1К   | 1 / 18 | 28–17            |
| Чемпионат мира АТР / Кубок Мастерс                       | НУ                 | НУ                 | НУ                 | НУ   | КТ   | КТ   | КТ   | КТ   | 1/2  | НУ   | НУ   | КТ   | НУ   | НУ   | -    | -    | КТ   | КТ   | НУ   | НУ   | НУ   | 0 / 8  | 3–22             |
| Олимпийские игры                                         | -                  | НУ                 | -                  | -    | -    | НУ   | -    | -    | -    | НУ   | -    | -    | -    | НУ   | -    | -    | -    | 2К   | -    | -    | -    | 0 / 1  | 1–1              |
| ATP Championship Series, Single Week / Super 9 / Мастерс |                    |                    |                    |      |      |      |      |      |      |      |      |      |      |      |      |      |      |      |      |      |      |        |                  |
| Индиан-Уэллз                                             | Серия не учреждена | Серия не учреждена | Серия не учреждена | НУ   | НУ   | 1К   | НУ   | НУ   | НУ   | НУ   | 1К   | 1/4  | 1К   | 1К   | 1К   | 1К   | 1/4  | 1/4  | 2К   | 1К   | НУ   | 0 / 11 | 6–11             |
| Майами                                                   | Серия не учреждена | Серия не учреждена | Серия не учреждена | НУ   | 1К   | 3К   | 2К   | 2К   | 2К   | 3К   | 3К   | 1/4  | 1/4  | 2К   | 2К   | 2К   | 1/4  | 1/4  | 1К   | 1/4  | НУ   | 0 / 16 | 14–16            |
| Монте-Карло                                              | Серия не учреждена | Серия не учреждена | Серия не учреждена | 2К   | 1К   | 1/2  | 1К   | 1К   | 1К   | 1К   | НУ   | 1К   | 1/2  | 1К   | 2К   | 1/4  | 1/4  | 1/2  | 2К   | 1К   | НУ   | 0 / 16 | 12–16            |
| Открытый чемпионат Италии                                | Серия не учреждена | Серия не учреждена | Серия не учреждена | 1/4  | 1К   | 1К   | 1/2  | 1К   | П    | 1К   | 1/2  | 2К   | 1/2  | НУ   | 1/2  | П    | 1/2  | 2К   | 1К   | 1К   | НУ   | 2 / 16 | 27–14            |
| Открытый чемпионат Германии                              | Серия не учреждена | Серия не учреждена | Серия не учреждена | 1/2  | 1/4  | 1/2  | 2К   | 1/4  | 1К   | 1К   | НУ   | 2К   | 2К   | НУ   | 1К   | 2К   | 1/4  | 2К   | 1К   | 1К   | НУ   | 0 / 15 | 10–15            |
| Монреаль / Торонто                                       | Серия не учреждена | Серия не учреждена | Серия не учреждена | НУ   | НУ   | НУ   | НУ   | НУ   | 2К   | 2К   | 2К   | 1/4  | 1К   | 1К   | 1К   | 2К   | 1/2  | 2К   | 2К   | 1К   | НУ   | 0 / 12 | 9–10             |
| Цинциннати                                               | Серия не учреждена | Серия не учреждена | Серия не учреждена | НУ   | НУ   | НУ   | НУ   | 1/4  | 1К   | Ф    | 1/4  | 2К   | 2К   | 1К   | 1/4  | 1/2  | 1/4  | 2К   | 2К   | 1К   | НУ   | 0 / 13 | 15–13            |
| Стокгольм / Эссен / Штутгарт / Мадрид                    | Серия не учреждена | Серия не учреждена | Серия не учреждена | 2К   | Ф    | 1/4  | 1/4  | 2К   | Ф    | 2К   | 2К   | 2К   | 1К   | НУ   | 1К   | 1/4  | 1/4  | 1/2  | НУ   | НУ   | НУ   | 0 / 14 | 15–14            |
| Париж                                                    | Серия не учреждена | Серия не учреждена | Серия не учреждена | НУ   | 1К   | 1/4  | Ф    | 2К   | 2К   | 1/4  | 2К   | 1/4  | 1К   | НУ   | 1/4  | 2К   | 1К   | 1/4  | НУ   | НУ   | НУ   | 0 / 13 | 13–13            |
| Рейтинг в конце года                                     | 108                | 88                 | 88                 | 75   | 18   | 17   | 9    | 24   | 8    | 32   | 23   | 11   | 41   | 58   | 35   | 14   | 16   | 16   | 26   | 37   | –    | -      | -                |